# ژف بارنت
ژف بارنت (انگلیسی: Geoff Barnett؛ زادهٔ ۱۶ اکتبر ۱۹۴۶) بازیکن فوتبال اهل بریتانیا است.
از باشگاه‌هایی که در آن بازی کرده‌است می‌توان به باشگاه فوتبال اورتون و باشگاه فوتبال آرسنال اشاره کرد.
وی همچنین در تیم ملی فوتبال زیر ۲۱ سال انگلیس بازی کرده‌است.